# Tarnoszyn (przystanek kolejowy)
Tarnoszyn – dawny przystanek osobowy kolejki wąskotorowej w Tarnoszynie, w gminie Ulhówek, w powiecie tomaszowskim, w województwie lubelskim.